# A Retail List of New, Beautiful and Rare Plants
A Retail List of New, Beautiful and Rare Plants (abreviado Retail List) es un libro con ilustraciones y descripciones botánicas que fue escrito por el botánico y pteridólogo estadounidense William Bull y publicado en Londres en varias series en los años 1866-1888, con el nombre de A Retail List of New, Beautiful and Rare Plants, offered by William Bull.